# Ахлистіно (Благовіщенський район)
Ахли́стіно (рос. Ахлыстино, башк. Ахлыстин) — село у складі Благовіщенського району Башкортостану, Росія. Входить до складу Старонадеждинської сільської ради.
Населення — 344 особи (2010; 351 в 2002).
Національний склад:
- росіяни — 85 %